# 동두천 탑동 석불
동두천 탑동 석불(東豆川 塔洞 石佛)은 대한민국 경기도 동두천시 탑동동에 있으며, 고려시대 말기의 것으로 추정되는 석불이다. 1986년 4월 28일 동두천시의 향토문화재 제5호로 지정되었다.
지금으로부터 1백여 년 전 이곳에 살던 주민 배기주와 이우상이 어느날 꿈에 부처가 현몽, 다음날 이곳을 파보니 땅속에 미륵좌상 석불과 탑이 묻혀 있었다고 한다. 화강암으로 만들어졌으며 연화문이 선명히 조각된 대좌 위에 항마좌(降魔坐)를 하고 있는데 육계와 삼도 부분은 떨어져 나가고 나발에서 수인에 이르기까지 심하게 마모되었으나 얼굴 부분은 온화한 느낌을 준다. 석불좌상의 높이는 80센티미터, 최대 높이는 100센티미터이다.

## 개요
고려시대 말기의 것으로 추정되는 석불좌상(石佛坐像)으로, 일설에는 이곳이 조선초 폐사된 대찰 회암사의 아홉 암자 중 한 암자가 있던 곳이라고 전하고 있다. 마을 지명이 탑동으로 유래된 것도 바로 이곳에 탑과 석불이 상당수 자리잡고 있었던데 기인한다고 한다. 화강의 석불좌상은 연화문이 선명하게 조각된 대좌(臺座) 위에 항마좌(降魔坐)를 하고 있는데, 육계(肉鷄)의 오도부분은 떨어져 나가고 나발(螺髮)에서 수인에 이르기까지 심한 마모현상을 나타내고 있으나 얼굴 부분은 온화한 형상을 하고 있다.

## 참고 문헌
- 탑동석불 - 동두천시 문화관광 - 향토유적